# 1999 DP8
1999 DP8, também escrito como 1999 DP8, é um objeto transnetuniano (TNO) que está localizado no disco disperso, uma região do Sistema Solar. Ele possui uma magnitude absoluta (H) de 8,9 e, tem um diâmetro estimado com cerca de 73 km.

## Descoberta
1999 DP8 foi descoberto no dia 16 de fevereiro de 1999 pelos astrônomos B. Gladman, J. J. Kavelaars, A. Morbidelli e M. J. Holman.

## Órbita
A órbita de 1999 DP8 tem uma excentricidade de 0.700 e possui um semieixo maior de 115.754 UA. O seu periélio leva o mesmo a uma distância de 34.741 UA em relação ao Sol e seu afélio a 196.768.